# ریچموند (کالیفرنیا)
ریچموند (به انگلیسی: Richmond) شهری در شهرستان کنترا کوستا ایالت کالیفرنیا است که در سرشماری سال ۲۰۱۰ میلادی، ۱۰۳۷۰۱ نفر جمعیت داشته‌است.

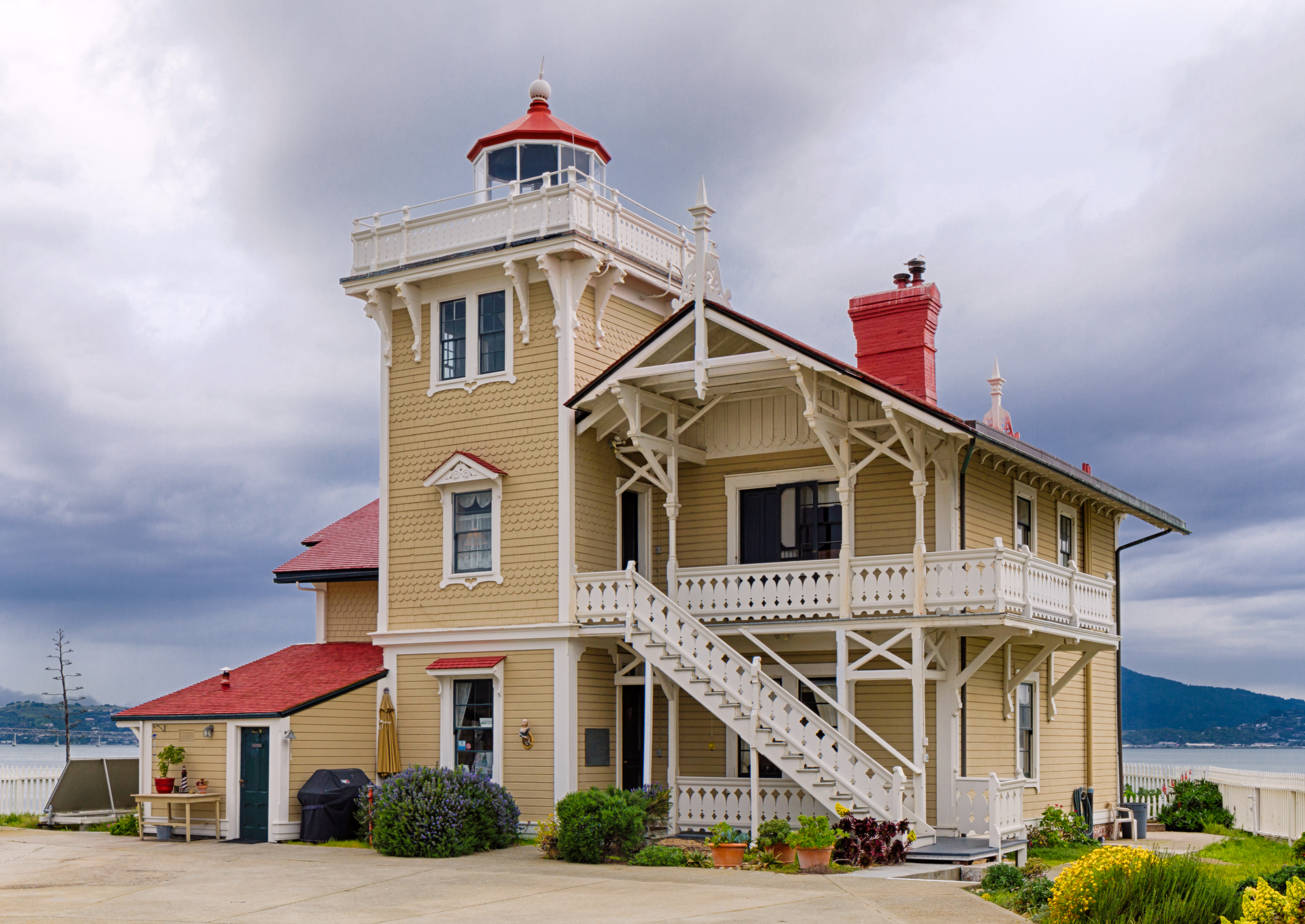
فانوس دریایی جزیره برادر شرقی یک فانوس دریایی واقع در جزیره برادر شرقی و در خلیج سان رافائل است که در نزدیک ریچموند، کالیفرنیا قرار دارد، این فانوس نشانگر ورودی خلیج سن پابلو از خلیج سان‌فرانسیسکو است.
این فانوس دریایی که در سال ۱۸۷۴ ساخته شد و در سال ۱۹۶۹ خودکار شد، این سازه توسط پل جی پلز طراحی شد که ایستگاه‌های خواهر جزیره برادر شرقی را نیز طراحی کرده بود.

## نگارخانه

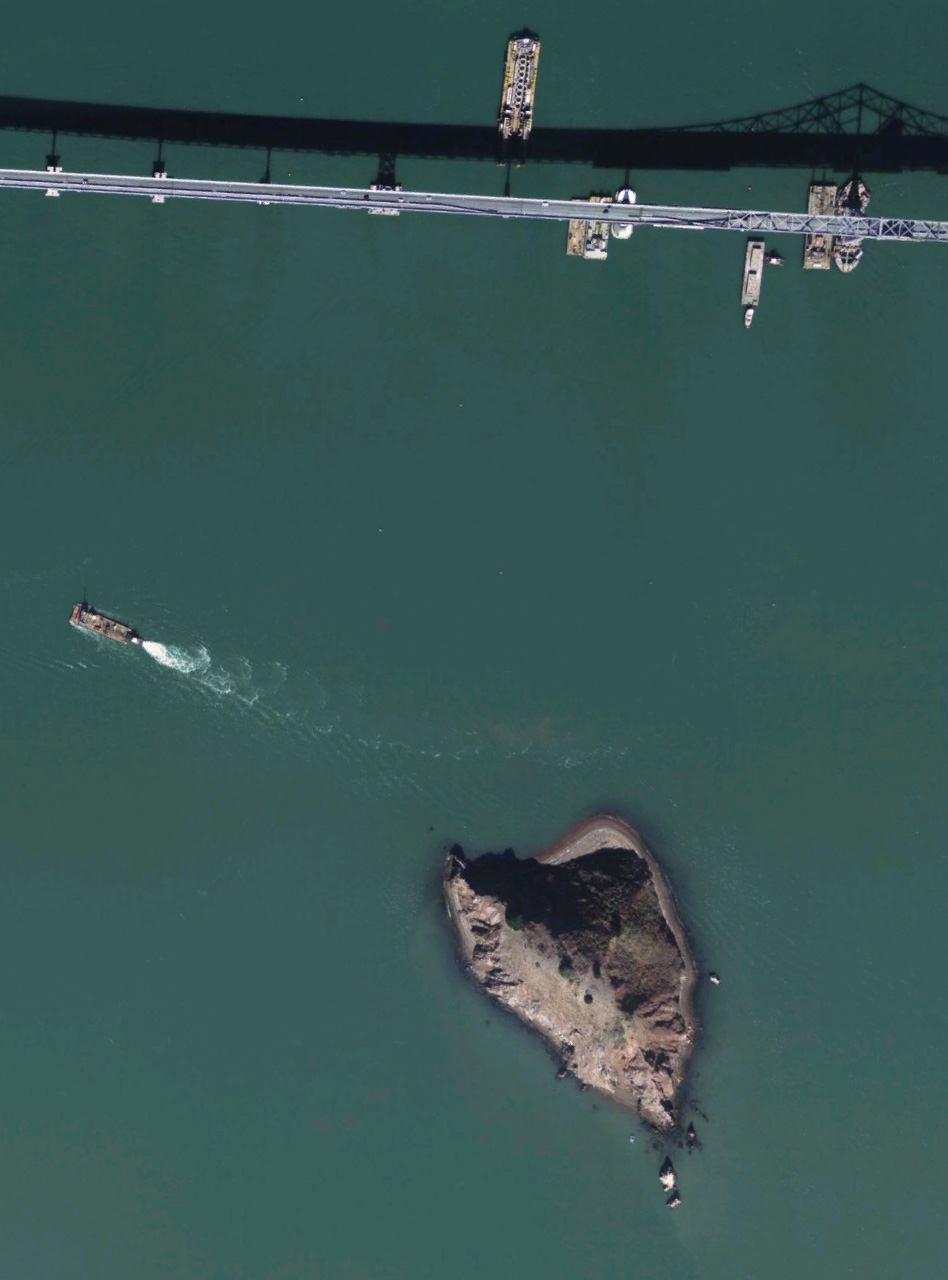
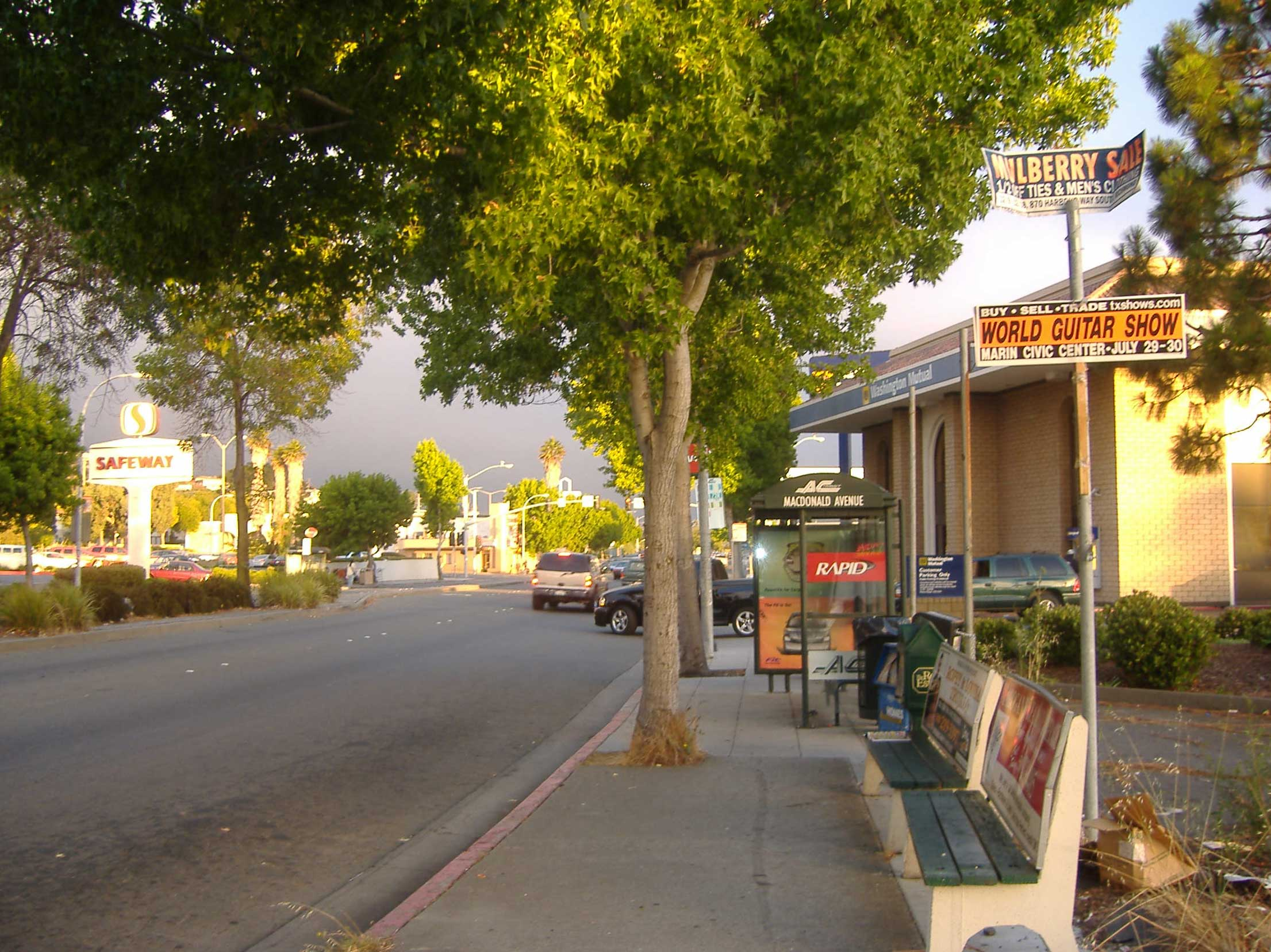
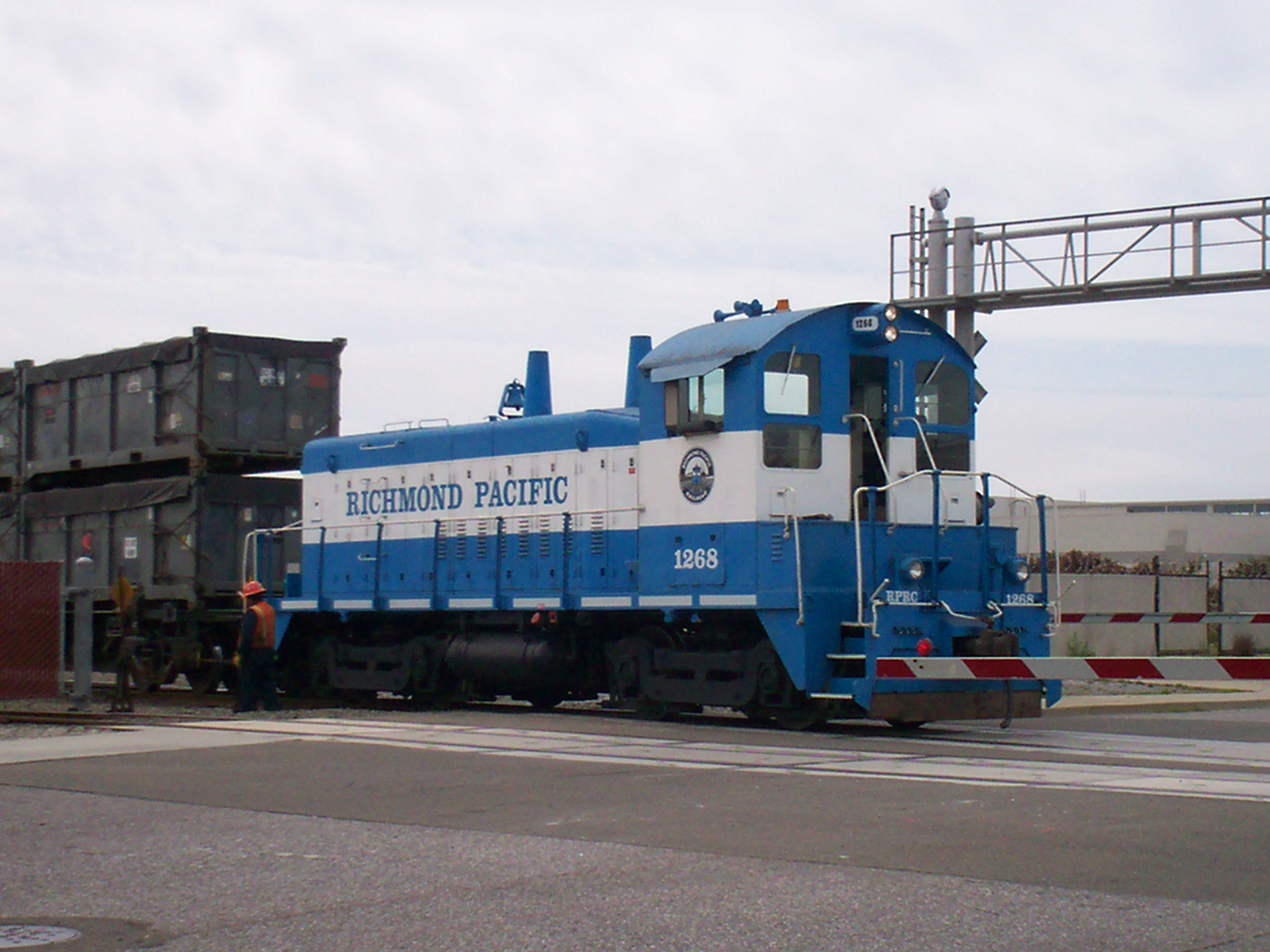
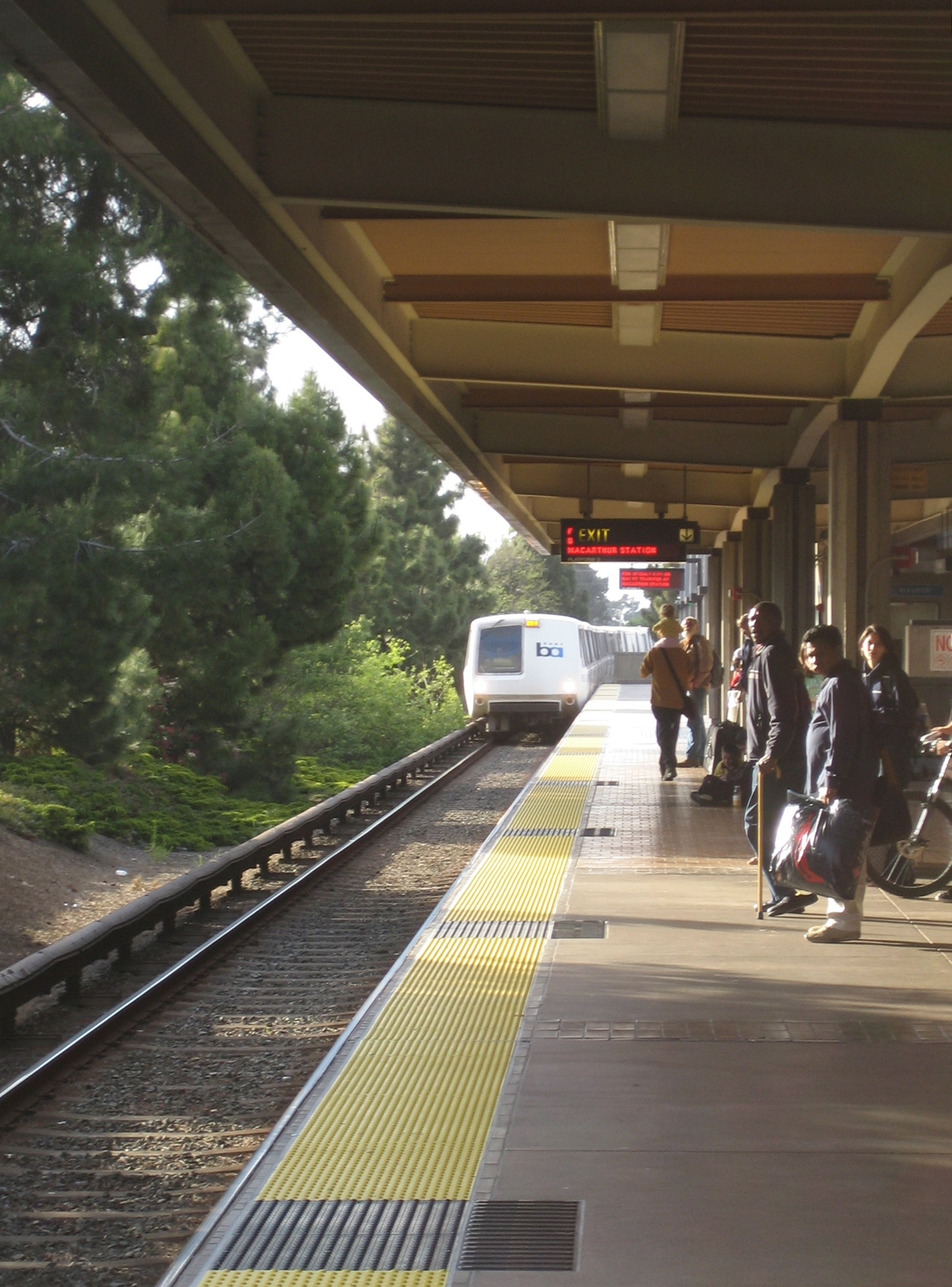